# Пиротска котлина
Пиротска котлина је пространо улегнуће у земљиној кори и специфичан геопростор на југоистоку Србије у тектонском рову композитне долине-потолине горњег Понишавља. Шире гледано она је смештена у централној области Балканског полуострва, која је у ствари трапез којег чине линије које спајају на карти Ниш, Софију, Скопље, Косовску Митровицу.
Као део Нишавске долине истог морфолошког типа, Пиротска котлина међутим представља индивидуалну целину и одвојен географски предео, који почиње на истоку од Димитровградске котлине, и на западу се наставља Белопаланачком котлином, чинећи котлину која по површини (- km²) и броју становника (57.922) спада међу веће географске просторе ове врсте у Југоисточној Србији.
Пиротска котлина је са свих страна окружена планинским венцима који припадају источној зони млађих веначних планина које улазе у састав карпатско балканског планинског лука. То су Стара планина (2.169 m), Сува планина (1.808 м), Сврљишке планине (1.334 м), Влашке планине и планина Видлич.
На основу физичко-географских, друштвено-географских и демографских карактеристика, Пиротска котлина је сложени развојни систем, у коме централно место заузимају град Пирот и сеоска насеља са својом инфраструктуром и највећим ресурсима у плодном земљишту. Иако је претежно уоквирена високим брдско-планиниским ободом, Пиротска котлина је у повољној комуникативној вези са суседним котлинама, захваљујући највише долинама Нишаве и Јерме.
Данас се Пиротска котлина налази на важном интерконтиненталном путу који спаја Средњу Европу и Малу Азију, а њена претеча и највеће насеље Пирот, подигнуто је на месту римског утврђења Turres (3. век) и утврђеног византијског градића Quimedava (4. век), на главном римском војничком путу — Via Militaris — од Сингидунума за Визант, и укрштању месних саобраћајница (Високо, Лужница, Књажевац Лесковац), у подножју кречњачког узвишења Сарлах, који се као рт увлачи у северозападни део котлине.

## Положај и пространство
Пиротска котлина представља удолину реке Нишаве која тече између јужних падина Сврљишких планина и Суве планине. Ова композитна, полигенетска долина предиспонирана је главним нишавским раседом дуж којег су стваране потолине Нишке и Белопаланачке котлине. Раседним линијама и зонама одређен је правац усецања реке Нишаве, најпре језерским отоком, касније, наслеђеном долином Нишаве, насталом њним усецањем у централну језерску раван. Нишава је у том делу меандрирала кроз пиротском котлину због малог пада, и променљивих количина воде, па њено усецање у језерске седименте текло неуједначено и етапно. Тако су на странама њене долине заостали трагови плио-квартарних, наслага насталих као остатаци некадашњих језерских тераса, које је већим делом еродовала Нишава, стварајући шест алувијалних равни, или речних терасе.
Северни део котлине на територији Пирота виши је од јужног. Простор јужно од града познат је под називом Барје. До 1927. године представљао је мочвару. После мелорационих радова, терен је ослобођен сувишних вода и приведен култури. Барје је данас под водом само после јачих пролећних и јесењих киша и наглог отопљавања снега. Поплаве настају услед изливања Расничке реке, Бистрице и Рогоза. На већем делу ове депресије до воде се долази на дубини од 0,5 до 1,5 m због обиља тресета, барске и ливадске вегетације, подземне воде нису добре за пиће.
Прелаз из саме котлине ка масиву Видлича је већим делом маскиран појединачним плавинским и пролувијалним лепезама као и очуваним фрагментима језерских тераса, након којих се, ка североистоку и северу, прелази у класично карстно окружење.
За постанак и данашњи изглед Пиротске котлине од великог значаја су и најмлађа убирања, насталих као последица, „најмлађих тектонских процеса током којих се Нишава усецала, а околни планински венци издизали, и омеђили котлину као асцендентну долину“.
Пиротска котлина дуга је 22 km, а у најширем делу, широка 4 кm (2-4 кm). На истоку се спаја са Димитовградском котлином, а на западу са Белопаланачком котлином тј. њеним — Сопотска теснацем (5,5 km). Јужни и Југозападни руб Пиротске котлине чине огранци Влашке планине (1.442 и Суве планине (1.809 m), северозапади руб огранци Сврљишке планине (1.348 m), североисточни руб планина Видлич (13,77 m) и југоисточи део који чини крашка заталасана висораван Тепош (крајњи југоисточни део) Старе планине.
На истоку, Пиротска котлина се граничи са Димитровградском котлином а на западу са средњим Понишављем.

## Геолошка прошлост
Пиротска котлина, као део нишавска долина представља саставни део маркантне Нишавско-маричке удолине. Река Нишава која протиче тереном који садржи минералне материјале различитих физичких својстава (првенствено чврстоће), образована је као сложена или композитна долина.
Тако је у њеном току настала и пиротска долина, радом сила речне ерозије, као и тектонским покретима. Отуд је она и полигенетска. Јанковић посебно истиче у „Историји развитка нишавске долине” да Нишавска долина представља, најбољи пример полигенетске долине у сложеној долини Нишаве, са геоморфолошким одликама посебне области.
По својој широј припадности и мезо-физиогеографском положају Пиротска котлина припада интрабалканском низу котлина. Тај низ котлина почиње Софијском котлином на истоку и настављајући се преко Пиротске Ђурђевопољске котлине и завршава Белопаланачком, као последњом интрабалканском котлином на Западу.
Основни облик шире области Пиротска котлина створен је тектонским процесима који су генерално утицали и на физиономију рељефа. На данашњи изглед су утицали и накнадни процеси језерске абразије и акумулације, флувијални процеси и крашке ерозије. У Ветанској корутини су присутни и флувио — денудациони процеси и механичко распадање стена, а постоје претпоставке и о утицају глацијалног феномена.
| Фазе језерског периода развоја пиротске долине | |
| Језерске фазе                                  | Карактеристике језерских фаза |
| Прва                                           | У најстаријој језерској фази површина језера достигла је висину од 830 m у односу на данашњу надморску висину. У првој фази Нишавско језеро је веома широким комуникацијама повезано са моравским, заплањским и сврљишким базеном. Из воде као острва штрче доминантни врхови Суве планине (Трем, Голаш и део Валожја), затим Шљивовички врх, Рињске планине (са Плешом) и Орљански камен. После дужег мировања при крају фазе наступило је доба интензивних тектонских покрета, који су изменили конфигурацију језерског дна и изазвали релативно брзо спуштање новог нивоа са 830 на 610 метара. |
| Друга                                          | Ову језерску фазу карактерише смиривањем покрета, и пад висине воде, што је повећало копнене површине. При самом крају фазе поново је дошло до великих покрета, па је ниво језера сишао на 500 m. У овој фази дошло је и до главног издизања пречага између басена, тако да се (у првој фази поменута) острва, повећавају и повезују са Белавом, а Сврљишке планине са Пајешким каменом, а Шљивовички врх са залеђем ка Столу. Тиме су обележене контуре данашњих котлина на простору Југоисточне Србије.                                                                                          |
| Трећа                                          | У последњој језерској фази некада велико језеро распало се у четири мања, која су испунила Нишку и суседне котлине. Нишко језеро изгледало је тада као залив већег језера, које је заузимало лесковачко-алексиначко поморавље. Јаки тектонски покрети јавили су се и на крају ове фазе, која припада горњем плиоцену. Ови тектонски покрети изазвали су промене у висинама земљишта, због чега је наступило брзо отицање језера и формирање плиоценске Нишаве. Планински масиви добијају своје контуре, а језера се задржавају и чини данашњи простор Пиротске котлине.                            |

Језерски облици у Пиротској котлини сачувани су само местимично у траговима, као серија абразионих тераса на ободу котлине и на висинама изнад 570 m, односно 600 m. Крајем плиоцена језерску фазу смењује флувијална. На језерском дну формира се дренажна мрежа, претеча Нишаве, 220 m више од садашње. Нишава јена том простору усекла серију од шест тераса. 
Нaјнижа је представљена алувијалним равнима Бистрице, Расничке и Градашничке реке и чини јединствену целину. Тако су накок језерске фазе флувијални процес преузели главну улогу у морфолошком обликовању Пиротске котлине као једног од напуштених језерских басена Србије.
У току морфолошке еволувије рељефа, од почетка неогена до данас, развој геоморфолошких процеса на простору Пиротске котлине контролисан је климатским променама и неотектонским покретима. На језерском дну таложио се и материјал који су бујеце носиле са околних терена. Он се јављао у виду праслојка и сочива. Због тога није дошло до стварања јединственог водонаносног хоризонта
Како се терен у Пиротској котлини налази, углавном, под утицајем умерено-континеталне климе, чије су главне карактеристике топла лета и хладне зиме са довољним и релативно правилним распоредном падавина током године, флувијални процес са, јачим или слабијим интензитетом, константно одвија се и данас, са појачаном ерозијом у вишим деловима терена, односно акумулацијом у нижим.

## Климатска обележја
Клима Пиротске котлине, због њене окружености средње високим планининама (1.000-1.377 m), одликује се субпланинском и планинском климом, а у вишим подручјима (преко 1.500 m) влада планинска клима. Затворена готово са свих страна, она има низ климатских специфичности, а температуре ваздуха и падавине значајне су за хидрографију котлине.
Амплитуда екстремних температурних вредности износи 67 степени, што је јасна одлика континенталности подручја у којем се Пиротска котлина налази.
Температурна својства
Највише средње месечне температуре ваздуха у Пиротској котлини су 11,3 Cº. Најхладније је у месецу јануар — 0,10C, а најтоплије у месецу јул 22,2 Cº. За разлику од хладних зимских месеци, пролеће наступа доста рано, у априлу, када је температура око 10,8 Cº. Средња годишња температура на Старој планини изнад висине од 1.500 м је 9,0 Cº.
Након топлог и сувог лета наступа дуга сунчана јесен, која је топлија од пролећа. Апсолутни максимум забележен је 17. августа
1952. (40 Cº), а апсолутни минимум 17 и 2. децембра 1963 године (- 27 Cº).
Облачност
Облачност у Пиротску котлину доносе западни ветрови. Сви остали су суви и никада не доносе повећану облачност. Највећа облачност је током зиме, са максимумом у децембру када облачност достиже покривеност неба од 7,8 десетина Смањење облачности почиње са првим пролећним месецима и траје до септембра.
Падавине
Како понишавље представља најсушнију област у југоисточној Србији, далеко од извора влажних ваздушних маса, Пиротска котлина прима малу количину падавина. У Пиротској котлини падне, годишње, 600 mm атмосферских талог, што је за око 30 mm мање од средњих вредности степских крајева панонског подручја. Најкишовитији месеци су мај и октобар (дувају влажни западни ветрови), док су су септембар и фебруар месеци са најмање кише (дувају суви хладни ветрови).
За разлику од дна котлине, планински обод добија нешто више падавина. Падавине излучене на обод котлине хране изворе и врела која се јављају на дну котлине и на њеном контакту са долинским странама.
Разлика од средњих месечних падавина, које варирају од 24 до 95 mm, у висини падавина у једном месецу у различитим годинама су све веће. Наиме пре почетка савремених климатских промена снежни покривач је на овом простору често достизао значајну висину да су возови остајали завејавани на железничкој прузи (педесетих година 20. века). Зато су парне локомотиве за зимске услове рада биле снабдевене специјалним раоницима. Тада су многа насеља у Пиротској и Белопаланачкој котлини месецима била одсечена од Ниша или Пирота. Једна од таквих зима била је 1875, када је снег који је нападао 10. новембра, био дубок 142 cm и одржао се чак до 2. априла.}}
Данас су у односу на снеговите године, као у већем делу Србије, и на овом простору чешће године кад снег изостане. Такве је и прва и друга деценија 21. века, када су зиме са врло мало снега, највероватније због глобалних климатских промена на земљиној кугли.
Ветрови
У пиротској котлини примарно преовлађују ветрови из северног (107%) и западног (31%), северозападног (58%) квадранта, затим североисточног (36%) и југоисточног (9%).
Максимална брзина им је 68 km/h. Планински део ових крајева карактерише се ветровима северног квадранта из правца север, северозапад и североисток. Ветрови нису јаки, и крећу се испод 2 степена бофорове скале.

## Демографија
Демографија котлине уско је повезана са историјским збивањима у далекој прошлости и са насељавањем становништва по брдскопланинској околини Нишаве, које се углавном бавило сточарством и пољопривредом. „У предримско доба седело је становништво понајчешће у вишим крајевима; долине су тек у римско време биле гушће насељене. Због близине великих шумских животиња, морали су
становници себи тражити тешко приступачне станове.
Ова територија је још од античког периода била важна тачка у повезивању Истока и Запада Европе и Азије. И мада само Балканско полуострво спаја Европу са југозападном Азијом, њн значај је увећан
саобраћајницом долином Нишаве.Област око данашњег Пирота представља веома значајну карику за познавање старих народа који су живели уцентралним областима Балкана, стога штo се налазе у граничној области двеју језичких сфера, латинске на западу и грчке на истоку, на терену на коме су се сукобљавали и мешали утицаји двају моћних балканских народа, трачких иилирских, а све то на веома прометној већ поменутој саобраћаници која повезује Европу са Азијом. Овај пут је кроз време задржао првенство, у византијско доба, затим у римско – Вија милитарис, у средњем веку царски пут. У време турског арства зове се Стамбулђол – Цариградски друм. Данас њиме иде железница која везује Европу, нарочито централну Европу и предњу Азију.
Доласком на нове просторе Словени су у брдско-планинским пределима затекли номадско становништво које се скоро искључиво бавило сточарством. Један део тог становништва је говорио грчким Саракачани (Каракачани), а други романским језиком (Власи сточари). У области Висока су према тумачењима
засигурно живели Власи. Научници су издвојили две потпуно различите етничке групе Влаха сточара – Карагуне (Црногуњце, оне који су носили црне гуњеве) и Фаршериоте (оне који су носили бела одела и чије име потиче од места Фаршери у Албанији). Многи научници се слажу да су они остаци старобалканских брдских племена која су најпре романизовали римски господари, а касније их пословенили Словени.
Око половине 7. века у унутрашњем делу Балканског полуострва нису више били присутни Авари. Срби су се већ у знатнијем броју населили, а после 680. године се на истоку између Дунава и планине Балкан (Стара планина) појављују и Бугари. Током 9. и 10. века ојачала Бугарска повремено заузима и део
долине Нишаве, којим је до тада владала Византија. Византија се грчевито борила да очува власт над Цариградским друмом. Тако jе првобитна римска насеобина Турес у византијско доба, простим превођењем ове речи на грчки језик, у значењу „куле“, названа Пиргос, a Словени су, језичким прилагођавањем, граду дали назив Пирот.
У првој половини средњег века Власи су пребивали у источном и југоисточном делу Балканског полуострва. „Пред инвазијoм Словена повукли су се на Запад и већ у 12. веку. Удружена српско-угарска војска је борбама 1182–1183. освојила област Ниша, Пирот, a продрла је и до Софије, тe je тако пиротски крај ушао у састав Србије. Нешто одређенији друштвени односи дешавају се од друге половине
14. века, када је део области пиротске Висок био под влашћу деспота Стефана Високог. Друштвени живот се одвијао у оквиру патријархалних задруга, али се услед јачања приватне својине, новчане приврде и класног друштва таква задруга распада на мале индивидуалне породице. Становништво (Власи и Словени) углавном су се бавили сточарством и врло мало земљорадњом, тако да је извесно да је први предмет који је наш средњoвековни сељак продао приморском трговцу био сточарски производ.
Прва сазнања о Пиротском крају под турском влашћу налазимо из описа путописаца, који су до султана путовали углавном царским друмом. Метоси у Пироту и манастири у околини указују на постојање српске културе и писмености. Главна обележја старог Пирота и живота његових становника до краја турске владавине одражавалa су у свему укрштање и прожимање старобалканске са турско-оријенталном цивилизацијом.
Крајем 17. века, због војних пораза Турака (Беч), економски и правни положај становништва се нагло погоршао. Посебну штету пустошења насиља чиниле су крџалијске хорде крајем 18. и почетком 19. века. У таквим ситуацијама становништвo се исељава, и опет враћа сточарству као једино сигурном путу за преживљавање задруга. Око тридeсeтих гoдинa 19. века, са нестанком крџалијских хорди, услови за даљи развој друштвеног и привредног живота становништва у овим крајевима бивају повољнији, али не задуго.
„Увођењем читлук-сахибија, читлучких поседа, многоврсних дажбина које је требало исплатити како султану, спахији, тако и сахибији (паразитском слоју – наметнутом на спахијски посед услед губитка свог) височко становништво је приморано на тешке животне околности и исељавање.
После ослобођења од Турака Висок, Забрђе и остали планински крајеви Пиротског округа били су веома насељени, али настаје период великих миграција јер сe турско становништво заједно са Черкезима, који су другој половини 19. века населили ове крајеве, исељава за Турску. Добри познаваоци ове проблематике сматрају „да само један део данашњег становништва које се сматра стариначким може потицати од средњовековног предеоног односно домородачког становништва. Шопи су заправо, по Јовану Цвијићу, етнографска подгрупа Срба, Бугара и Македонаца који живе на централном Балкану, у југоисточној Србији, западној Бугарској и источној Македонији. Неки истраживачи сматрају да су Шопи посебна целина Јужних Словена (а неки и да су трачког порекла), чији су припадници, с обзиром на етничку блискост са поменутим народима, у релативно новије време усвојили бугарску, македонску и српску националну свест.
Након Берлинског конгреса долази до видне националне подвојености – до појаве бугарских и српских Шопова. Осим шопског становништва, у плaнинским областима (Висок) до 1930. су живели Каракачани, познати као Црновунци. Они су живели потпуно изоловано од осталог становништва, само током лета су истеривали стоку на испашу на подгорини Старе планине. Касније у области Висока и Забрђа се појављују Цигани и породице се инфилтрирају са затеченим становништвом.
Од 1921. до 1931. забележен је благи пораст становништва, домаћинстава у селима Старе планине. Градски капитал улаган је у производњу качкаваља и израду сукна – и скромно у дрвну индустрију – а избегаванo je улагање у пољопривредне гране – ратарство, виноградарство. Око 1926. и 1932.
забележене су светске кризе које се одражавају и на ове области. Деоба сељачких газдинстава се наставља. Како мало газдинство не може себе да опслужи, оно се ставља у функцију већег или више малих газдинстава у једно (здруживање бачија), али ни ове здружене установе нису биле ништа друго до обична трговачка предузећа сеоских газда.
Тенденција пресељавања становништва у економски развијеније и саобраћајно приступачније крајеве и у Забрђу је дошла до изражаја након Другог светског рата. Исељавање становништва је свакако било у вези са пограничним положајем ове микрорегије, са брдско-планинским конфигурацијом терена, али и са традиционалном покретљивошћу становништва.
На почетку 21. века Пиротска котлина као и цео Пиротски округ суочава се некима од највећих демографских изазова, као што су:
- изражена депопулација,
- старење становништва и
- спонтано расељавање сеоских насеља, нарочито на вишим надморским висинама.[19]

Недовољно ревитализована индустрија и недостатак нових радних места, неискоришћене шансе када је у питању туризам, као и нерешени инфраструктурни проблеми доводе до даље економске маргинализације и демографског пражњења овог округа.

### Насеља
Према физиономији већина насеља пиротског краја припада збијеном, или тимочком типу спонтано формираних насеља. Ипак, планинска морфологија често је утицала на формирање разбијеног типа села,
који се састоји из више махала, на косама, бреговима, брдима, где су сезонска сточарска насеља пресељавањем становништва трансформисана у стална насеља.
Највећи број насеља лоциран је на надморској висини од 500 до 750 m, чак 89 њих, што чини 42,6% укупног броја насеља. У најнижем висинском појасу (270-500 m) смештено је 74 насеља (34,6%), међу којима и сва четири градска, док се између 750 и 1.000 m налази 49 насеља (22,9%). Изнад изохипсе од 1.000 m налазе се два насеља (Вучи Дел, 1.140m и Церев Дел, 1.020 m), док виши предели немају стална насеља.

### Пиротски говор
Један од најпознатијих симбола Пиротске котлине и шире је пиротски говор — јединствен и са дугом традицијом, који је широм Србије постао препознатљив, али не у потпуности разумљив. До пуног изражаја овај говор долази приликом усменог приповедања.
Пиротски говор припада призренско—тимочком дијалекту и тимочко—лужничком поддијалекту, припада групи језика југа и југоистока Србије. У њему постоје само два падежа — номинатив и акузатив. Главни падеж у реченици преузима функцију зависних падежа уз помоћ предлога.
Иако се ради о језику провинције и друштвено неверификованом језику, он је присутан у причама, бајкама, песмама, приповеткама, и у том смислу представља право благо за овај крај и Србију и треба
га у изворном облику сачувати од заборава и у будућности презентовати наредним генерацијама како би и оне знале како се некада говорило на ширем подручју Пиротске котлине.
Због своје специфичности био је предмет проучавања многих људи, како стручњака, тако и оних који су из хобија желели сазнати што више о овом начину говора. Многи књижевници, лингвисти, етнолози долазили су у ове крајеве само како би проучавали пиротски говор, сакупљали умотворине, бележили приповедања старих људи који су једино за овакав говор и знали. Тако су до данас, сачуване у изворном облику бројне умотворина, приповедака, песама које на аутентичан начин приказују како су то људи говорили и споразумевали се у овом делу Србије.

## Биљни и животињски свет
Биљни свет
Дно Пиротске котлине још крајем деветнаестог века обешумљено је и приведено пољопривредним и другим културама. Житарица и повртарске културе су у алувијалној равни и на нижим терасама, а воћњаци и виногради у вишим деловима, и углавно су фитогеографко обележје Пиротске котлине.
Наиме средишни део котлине, који је у задњих педесет година намењен изградњи стамбених објеката и пратеће инфраструктуром, значајно је осиромашен природном вегетацијом која је једино очувана на веома малим површинама поред река. У првој половини 20. века, на том потесу углавном је гајен кукуруз и биле су баште, местимично шљивари. Сачувану природну вегетацију чине заостале асоцијација у равни котлине, попут местимичних ливада и осамљеног дрвећа; тополе, врбе, цера, граба, јасена, трепетлике, бреста (веома ретко), липе, дивље крушке, дрена, глога, трњине, леске, зове, шипка, киселог дрвета, дивљи јоргован. Од стране Шумског газдинства и Покрета горана засађен је на појединим просторима бор, ариш, смрча.
У ливадској–пашњачкој вегетацији заступљени су: класасте траве, лековито и коровско биљке, као и неке реликте биљке.
Шумски покривач на ободним планинама обухвата око 41,5% укупних земљиних повшина Пиротске котлине. Доминирају храстове, четинарске и букове шуме. На Старој планини на локалитету Копрен и месту званом Шошине вуније расте јагорчевина, коприва, клека, глог, медвеђе грожђе, кантарион слез, мразовац, велебиље, линцура, одољен, липа, бреза, боквица и друге.
Животињски свет
У шумским пространствима Пиротске котлине срећу се веверице, зечеви, куне, лисице, вук, срна, дивља свиња, куна, хрчак, јазавац, миш, јеж, корњача, кртица.
- Део сисара Пиротске котлине
- Шумски пух
 Dryomys nitedula
- Зец
 (Lepus europaeus)
- Шумски миш
(Apodemus sylvaticus)
- Срна
(Capreolus capreolus)

Од змија у Пиротској котлини срећу се поскок, шарка, смук, белоушка и блавор, а од гмизаваца гуштер зеленбаћ и гуштер слепић.
- Змије заступљене на простору Пиротске котлине
- Смук
(Coluber longissimus),
- Белоушка
(Natrix natrix)
- Поскок
(Vipera ammodytes)
- Шарка
(Vipera berus)

Међу најбројнијим птицама Пиротске котлине су врапци и сенице а ту су још и славуј, сојка, кос, ласта кукавица, детлић, јаребица, дивљи голуб, сврака, гавран, врана, соко, јастреб, кобац, понеки патуљасти орао и наравно сова. Поред водених токова могу се срести роде, дивље гуске и дивље патке.
- Део птица Пиротске котлине
- Источна шарена мухарица
 Ficedula semitorquata
- Бела рода
 (Ciconia ciconia)
- Жалар блатрић
(Charadrius hiaticula)
- Гачац
(Corvus frugilegus)

Са крчењем шума и интезивном обрадом терена на Старој и Сувој планинини, поједине животиње су се повукле из Пиротске котлине.
- Део лептира Пиротске котлине
- Пролећна болонија
 Boloria euphrosyne
- Шумска риђа
 (Araschnia levana)
- Слезов скелар
(Carcharodus alceae)
- Клинаста скривалица
(Brintesia circe)

## Привреда
Почетак индустријализације у Пиротској котлини везан је за стварање Пиротског индустријског електричног друштва. У списку акционара налазимо поред људи разних занимања из свих друштевних слојева и један број занатлија. Занатлије акционари су: лончари, казанџије, терзије, кројачи, ћурчије,обућари и табаџије. Они су били међу првим акционарима који су део својих слободних средстава уложили у први индустријски објект у Пиротској котлини, који спада међу прве такве објекте изграђене у Србији почетком 20. века.
У каснијем историјском приоду геостратешки положај и природно богатство Пиротске котлине омогућили су општини Пирот да буде атрактивна локација за инвеститоре и да уз своје име дода и атрибут „погодно место за инвестирање у све области привреде“.
Ова област у свом саставу има Слободну зону Пирот, Завојско језеро, Даг бањицу и водени потенцијал брзих планинских река.
Користећи предности свог географског положаја, за привреди развоја општине Пирот, компанија „Тигар“ а. д. и Скупштина општине Пирот формирали су Слободну зону Пирот и у оквиру ње Индустријску зону Пирот (јавно приватно партнерство). Концепцијска предност Слободне зоне Пирот је изванредна локација са бројним саобраћајним предностима, које јој заједно обезбеђују значајну стратешку позицију на тржишту.
Зона омогућава да се велики број домаћих компанија успешно, на најбржи и најјефтинији начин укључи у светске робне токове. Пружањем добро одабраног сета погодности Зона привлачи стране директне инвестиције, омогућава иностраним компанијама већи профит уз ниже трошкове (царинске и пореске олакшице, ниже таксе, стимулативне мере економске политике), привлачи инвестиције у служби регионалног развоја, као и развоја општине Пирот и доприноси отварању нових радних места (већој упослености радне снаге) и имплементацији нових технологија.
Најважнији страни инвеститор је „Мишлен“ из Француске у делу Индустријског парка који припада Слободној зони Пирот и који води фабрике Тигар тајерс и Биг Тигар. У склопу Зоне постојећи инвеститор „Тигар“ а.д. бави се гумарском индустријом, „Elise pro“ производњом козметичких производа и „Novadis“ производњом риболовачког прибора.
Велики потенцијал пиротске котлине је у водама. Мада је на брзим старопланинским рекама изграђен већи број мини хидроелектрана за производњу струје, до данас није искоришћен ни мали део укупног потенцијала воде. Завојско језеро је јединствен водени и енергетски ресурс. Вода у језеру служи за производњу струје, која је по квалитету високе А категорије и сматра се да може да снабде пет милиона становника. У тој чињеници садржана је њен будући потенцијал.
Извориште воде Даг бањица и Завојско језеро са најквалитетнијом водом за пиће природни су услови
који намећу граду, а и потенцијалним инвеститорима, идеју да је могуће и тржишно оправдано отворити фабрику флаширане воде у овом делу Србије.
Велики потенцијал пиротска котлина поиседедује за производњу здраве хране (данас је у свету и код нас све већа тражња за органском храном; чија тражња је и неколико пута већа од понуде).
Пиротска котлина са њеним побрђем, као туристичка дестинација са свим пратећим атрактивним елементима (занатска четврт у Тијабари, оживљавање градића Кале, Завојско језеро са водом богатом белом рибом, Височицом и у Белском реком богатом поточном пастрмком, Стара планина — са природно, нетакнутим, својаствима...) који све више постаје једна од значајнијих дестинација на туристичкој мапи Србије.

## Историја
Према подацима из географске литературе Пиротска колтлина, као и Србија, с краја 18. и у првим деценијама 19. века била је до те мере географски непозната да су у њој према писању Радојичића, из 1927, „били могући проналасци као у непознатим деловима света”. Уколико се узме у обзир чињеница да је њен географски садржај углавном био приказан једино на старим мапама (насталим на бази података који су описани у путописним забелешкама многих изаланика (царских посланстава и дипломатских мисија) и путника из каснијег периода средњег века и потоњих времена, овакви наводи су у потпуности схватљиви. Према писању Цвијића, из 1896. године, за нишки и белопаланачки и пиротски крај и њихове котлине, знало се само дуж Цариградског (Мидхат-пашиног) друма — о чему су се могли наћи доста тачно приказани узајамни положаји и називи (насељених) места према важећој номенклатури из тадашњег историјског периода.

### Пиротска котлина у праисторији
Пиротска котлина и њена околина насељени су у праисторијско време, о чему сведоче бројни остаци материјалне културе пронађени у бројним археолошким налазиштима. Територија Балканског полуострва била је настањена од прадавних времена. Научници сматрају да су земље западне и средње Европе биле насељене већ у првом одсеку плеистоцена (дилувиј, ледено доба), а да се у областима Балканског полуострва човек појављује у периоду последње квартарне глацијације (Вирмска глацијација). У то доба хладне климе пре више од 40.000 година, вечити лед спуштао се до 1.500 m надморске висине. То су потврдила и недавно завршена археолошка истраживања двају пећина — Велике и Мале Баланице (од 2006—2010), у Сићевачкој клисури. Према тврдњама проф. др Душана Михаиловића, спроведена истраживања, на овом налазишту омогућила су прикупљање више хиљада алатки које је произвео прачовек-неандерталац који је живео на овом простору Србије у друштвеним заједницама од 10-15 чланова, од једне до три биолошке породице које су се углавном бавиле сакупљањем плодова и ловом.
Археолошким истраживањем Пиротске котлине, резултати указују да је на том простору постојало насеље још пре 5.000 година. Даљим истраживањима у пределу старог дела Пирота откривени су и други трагови из енеолита и гвозденог доба.
Млађе гвоздено доба на тлу Србије обележено је доласком Келта и продорима хеленске цивилизације. Келти су покорили Трибале, заузели су део аутаријатске територије и заједно с њима образовали моћно племе Скордиска које је обитавало и на простору Пиротске котлине.

### Пиротска котлина у античком периоду
Из античког времена не постоје подаци о становништву већ само материјални докази који сведоче о присуству појединих култура. Ти материјални докази су бројни археолошки налази који сведоче о постојању значајног броја насеља у пиротској котлини у античко доба. Било да се ради о материјалним доказим о постојању насељености било да су то градишта — људска станишта, војна утврђења или црквишта и остаци гробаља.
Касно античке и рановизантијске некрополе регистроване  у Пиротском пољу углавном се препознају по оштећеним давно опљачканим зиданим гробницама. Тамо где нема гробница, гробља укопаних покојника из овог периода, било да су кремирани или инхумирани, могу да се наслуте само на основу остеолошких остатака или честих налаза новца и накита који потичу из уништених гробова.
Присуство становништва у римско доба, поуздано се зна, јавља се већ од другог и трећег века наше ере. У науци је опште прихваћено мишљење да се пред крај другог миленијума, као господари западног дела Балканског полуострва јављају Илири, а у источном делу Трачани, који на њему живе кроз цео доцнији римски период. Према тим наводима, Илири су у античко доба пре словенске експанзије, насељавали простор Балканског полуострва, делове Паноније до Беча и неке северне и јужне пределе Апенинског полуострва и највећим делом током вишевековне римске окупације су романизовани.
По једној легенди Стари Пирот је био најпре станица где су римске легије мењале запрегу а тек нешто касније постаје значајан град.
У посебну групу археолошких налазишта спадају трагови старих саобраћајница, који су чести између Димитровграда и Пирота. Углавном су то аморфне зоне са повећаном концентраци јом ситног камена, праћене рецентном грнчаријом, које сведочео систематској разградњи ислужених путева. Међутим, у Бачевском пољу откривена је траса старог пута грађена по римским стандардима. Накнадна истраживања на том локалитету, као и надомак Димитровграда, показала су да је та саобраћајница грађена среди ном 3. века.    На основу рекогносцирања и резултата касни јих археолошкихистраживања може се закључити да је римска саобраћајница од Бачевског поља (Bal-lanstra) водила десном обалом Нишаве до утврђења Гојиндолско кале и раскрснице у његовом поднож ју, а потом је левом обалом реке настављала ка Пироту.
Пирот се под именом Turres први пут помиње при крају другог века наше ере, у римској географској карти, Појтингерова табла (Таbula Pentingeriana) у којој се помиње и друм Via militaris који је ишао од Београда (Singidunum) долином Велике Мораве преко Ћуприје (Noreum margi) Ниша (Naissus), Беле паланке (Remesiana), Драгомана (Meladea), Софије (Sardica) до Цариграда. У поменутој географској карти Пирот је био означен као Mutatio turres.
Овај друм који је имао првенствено војнички значај, везивао је провинције Тракију и Мезију унутрашњост римске империје. Претпоставља се да је изграђен за време римског императора Трајана (98—117). Овај пут је кроз Пиротску котлину пролазио јужније од данашњег Пирота (јужном ивицом пиротске котлине), од села Понора преко села Блата, Раснице, Држине, Сукова даље на исток. Трагови овог старог пута су и данас видљиви.
Због недостатка материјалних доказа, према претпоставкама историчара, за време римског императора Аурелијана (270—275 наше ере), један број римљана доселио се у Мutatio turres, у коме се сместио један већи одред војске који је подигао два градића, један на северној страни Сарлаха, а други на месту где се и данас налазе остаци пиротске тврђаве Кале. Овај последњи је био опасан каменим зидом са пет кула, а оба градића су била спојена мостовима преко бистрице и расничке реке
Почетком петог века хуни, сармати, готи и друга варварска племена нападала су области у понишављу. Византија, наследница источног дела Римске империје, у том периоду подигла је многоброје куле и градиће у настојању да се одбрани од насилника. Цар Ираклија (610—641), повукао је војску са балканског полуострва, па и ону из долине реке нишаве.
Период од петог до четрнестог века, о Мutatio turres остао је „нерасветљен”, јер се Пиротска котлина нигде не помиње, па се претпоставља да Пирот у том преиоду није постојао.

### Пиротска котлина у средњовековном периоду
После распада Римског царства, на два — источно и западно, област пиротское котлине припала је Источном римском царству — Византији. Претпоставља се да се у том периоду дешавају и прегруписавања постојећих племенских групација на овим просторима. Ипак, из периода раног средњег века о томе је веома мало помена.
Све до данас у науци преовлађује мишљење да су словенске групе населиле простор Балканског полуострва тек у 6. и 7. веку, упркос што је о том питању и раније и данас било другачијих научних ставова. Са Словенима се наводе и Авари, номадски народ који је уз Словене освајао балканске
просторе, који се од краја 7. века више не помињу. У данашње време све су бројнија мишљења која се супротстављају поменутом времену досељавања Словена, имајући у виду идеје неких и старијих и млађих истраживача, који на основу античких извора скрећу пажњу да је и пре тог периода, велика
територија Балканског полуострва у потпуности била словенизирана.
Средином 6. века, када је по појединим претпоставкама досељавање Словена највећим делом завршено,
у регионалном простору који данас припада пиротској котлини, помиње се неколико племена: Тимочани, Загорци, Торлаци и Шопови, а сви су део великог словенског племена Тимочана.
Византијски цареви су владали словенским скупинама преко домаћих кнезова. Примањем хришћанства Словени су прихватили и цара Ромеја као Христовог намесника на земљи, а живот и решавање спорова уобличени су према хришћанским обрасцима.
Мирни периоди помућени су снажењем и успоставом Бугарског царства које у оквиру своје територије присаједињује и велики део Србије, око средине 10. века. Бугарска власт над српским територијама није дуго трајала, те се убрзо сви враћају под врховну византијску власт.
Почетком 11. века у Византијском царству појављују се и први наговештаји o успостављању (обнови) српске кнежевине. У страној (немачкој) картографској литератури објављеној с краја 19. века види се да је цела Нишавска област рачунајући и пределе око Јерме и Гинске (изворишта Нишаве) припадала средњовековној српској држави.
Током друге половине 12. века српска држава отпочела је борбу за освајање Поморавље и Цариградског друма. У савезу са Угарском, Стефан Немања је успео да у борбама од 1182. до 1183, удруженим снагама српско угарска војска освоји област Ниша, Пирота и продре до Софије.
Како су се потом угарски одреди повукли,Србија је сама наставила ратне операције. Тада је пиротска котлина ушла у састав Србије, а Пироћанци су у знак захвалности, по писању Косте Костића, одушевљено дочекали Стефана Немању и немачког цара, дарујући га пиротским ћилимом.
За време Милутинове владавине (1281—1321) Пиротска котлина је коначно ушао у састав Српске државе. Цела Нишавска долина, рачунајући ту и пределе око Јерме и Гинске припадала је Душановој држави. У држави Душановог оца, краља Стефана Дечанског, били су и градови Дупница, Ихтиман и Самоков.
Србија је после Маричке битке 1371. године ушла у период престројавања феудалних снага, део властеле био је принуђен да прихвати турско вазалство (Мрњавчевићи и Драгаши), док се издваја Лазар Хребељановић, као кнез најмоћније властеле и шири своју област на рачун суседних феудалаца. Завладао је читавим Поморављем, а владао је у Нишу и делу источне Србије. У овом периоду Пиротска котлина је била значајно стратегијско место за државу кнеза Лазара.

### Пиротска котлина у Османском царству
У време под окупацијом Османлија Нишка Биелопаланачка и Пиротска котлина припадала је Софијском санџаку, од времена оснивања Османског царства па све до 18. века. Софијски санџак припадао је Ејалету Румелија, а Османлије су га основале 1393, одмах после битке на Косову 1389. након што су почели да учвршћују своју власт на Балканском полуострву. Велики Софијски санџак, од краја 14. века до последње деценије 15. века, обухватао је сво Нишавље и град Ниш.
Пиротски кадилук је покривао област од Ниша и Књажевца на западу до Алдомироваца у Бугарској на истоку. Обухватао је поречје Нишаве и њених притока Јерме и Коритнице, Лужницу, Брезник са околином и област Знепоља. Овај обим задржао је скоро током целог периода османско-турске власти.
Даљи настанак и постојање насеља у Пиротској котлини везан је за долазак Османлија јер су они постали део левантске цивилизације развијајући се слично градовима Блиског истока. Врло развијена турска занатска производња од Будима до Багдада, као и трговачке везе са земљама између Енглеске и Индије из којих су узимали бољу робу и разносили је караванима широм Отоманског царства, омогућили су да је трговина у Пиротској котлини била врло развијена и да се разноврсна роба могла наћи у овој области као у скоро свим градовима Османлијског царства.

### Пиротска котлина у Краљевини Србији и Краљевини Југославији
Прекретница у развојном процесу пиротске котлине било је ослобођење од Турака. Након тога започет је процес интензивног досељавања
становништва пре свега у Пирот. После 1920. покрећу се текстилна индустрија (производња ћилима) и индустрија гуме, што доводи и до интензивнијег мигрирања становништва из економских разлога. Уз то и пољопривредна занимања, становништво се запошљава у трговини, занатству и јавним службама, те Пирот као административно-управни центар постаје место привлачна за живот. У овом периоду, такође, део становништва овог подручја учествује у сезонским, печалбарским кретањима, да би касније те миграције добиле и карактер сталних пресељења читавих породица ка Шумадији, источној и западној Србији.